# Paracompacte ruimte
In de topologie, een deelgebied van de wiskunde, heet een topologische ruimte paracompact, als elke open overdekking een open lokaal eindige verfijning toelaat. Van paracompacte ruimten wordt vaak geëist dat zij Hausdorff zijn.
Paracompactheid is een afgezwakte vorm van compactheid. Voor compactheid moet elke open overdekking een eindige deeloverdekking hebben. De reële getallen, bijvoorbeeld, zijn in de gebruikelijke topologie wel paracompact, maar niet compact. Het is niet eenvoudig gebleken topologische ruimten te vinden die niet paracompact zijn.
Het begrip 'paracompacte ruimte' werd in 1944 geïntroduceerd door de Franse wiskundige Jean Dieudonné.
De gebruikte begrippen worden nader verklaard in het lemma overdekking.